# Bodtjärnen (Töre socken, Norrbotten)
Bodtjärnen är en sjö i Kalix kommun i Norrbotten och ingår i Sangisälvens huvudavrinningsområde.